# Св. св. Кирил и Методий (Раяновци)
„Св. св. Кирил и Методий“ е православна църква в село Раяновци, България, част от Видинската епархия на Българската православна църква.

## История
Църквата е издигната в 1883 година. Архитект на храма е Димо Македонеца. В двора на храма има голям оброчен кръст. Иконите са рисувани от видния дебърски майстор Аврам Дичов. Стенописите са от 1876 година, а други икони са от Петър и Георги Кръстеви.